# Xylophilus testaceus
Xylophilus testaceus е вид бръмбар от семейство Eucnemidae. Видът е почти застрашен от изчезване.

## Разпространение
Разпространен е в Германия, Полша, Словакия, Чехия и Швейцария.